# Жидачівська районна рада
Жидачівська районна рада — районна рада Жидачівського району Львівської області, з адміністративним центром в м. Жидачів.

## Загальні відомості
Жидачівській районній раді підпорядковані 2 міські ради, 3 селищні ради, 28 сільських рад, 2 міста, 3 смт і 113 сіл.
Населення становить 70,5 тис. осіб. З них 29,6 тис. (42%) — міське населення, 40,8 тис. (58%) — сільське.

## Склад ради
Загальний склад ради: 66 депутатів. Депутатські фракції Жидачівської районної ради VI скликання:
| Депутатська фракція                                               | Кількість депутатів |
| ----------------------------------------------------------------- | ------------------- |
| Фракція Всеукраїнського об'єднання «Свобода»                      | 13                  |
| Фракція «Наша Україна»                                            | 12                  |
| Фракція Політичної партії «За Україну»                            | 10                  |
| Фракція політичної партії "Всеукраїнське об'єднання «Батьківщина» | 9                   |
| Фракція «Добробут регіону»                                        | 8                   |
| Фракція Народного Руху України                                    | 4                   |
| Фракція ПП «Удар»                                                 | 3                   |

Депутатські групи Жидачівської районної ради VI скликання:
| Депутатська група                            | Кількість депутатів |
| -------------------------------------------- | ------------------- |
| «Освітяни Жидачівщини»                       | 6                   |
| «За свободу слова»                           | 5                   |
| «За щасливе дитинство і здорове материнство» | 5                   |
| «Ходорівщина»                                | 5                   |
| «Інвестиції та розвиток території»           | 5                   |
| «За відродження національної культури»       | 5                   |

## Президія
1. Кос Ігор Степанович — голова районної ради;
2. Стеців Марія Михайлівна — заступник голови районної ради;
3. Баліцкий Роман Михайлович — голова комісії з питань законності, правопорядку, боротьби з корупцією, дотримання прав і свобод людини та ЗМІ;
4. Богів Микола Михайлович — голова комісії з питань сільських територій та АПК;
5. Бойко Василь Йосипович — голова комісії з питань використання природних ресурсів, екології та безпеки життєдіяльності;
6. Жигало Віра Святославівна — голова комісії з питань охорони здоров'я і материнства;
7. Ілюк Ярослава Мирославівна — голова комісії з питань інвестиційної та регуляторної політики, розвитку підприємництва;
8. Ковбуз Андрій Васильович — голова комісії з питань господарського комплексу, транспорту і зв'язку, ЖКГ та комунальної власності;
9. Лялька Андрій Володимирович — голова комісії з питань регулювання земельних відносин, просторового розвитку, архітектури, будівництва та адміністративно-територіального устрою;
10. Ревер Володимир Григорович — голова комісії з питань бюджету та фінансової політики;
11. Сенюра Йосип Миронович — голова комісії з питань роботи ради, етики та регламенту;
12. Хоменко Петро Євгенович — голова комісії з питань соціального захисту, зайнятості населення;
13. Чад Андрій Степанович — голова комісії з питань культури і туризму, історико-культурної спадщини, духовного відродження та ідеологічної політики;
14. Цукорник Володимир Володимирович — голова комісії з питань освіти молоджіжної політики і спорту;
15. Дубик Павло Петрович — уповноважений представник фракції Політичної партії «За Україну!»;
16. Майкут Ярослав Дмитрович — уповноважений представник фракції політичної партії «ВО „Батьківщина“;
17. Марків Михайло Павлович — уповноважений представник фракції Української Народної Партії»;
18. Пришляк Володимир Михайлович — уповноважений представник фракції «Добробут регіону»;
19. Ревер Василь Дмитрович — уповноважений представник фракції «За зміни Жидачівщини»;
20. Рібун Ігор Васильович — уповноважений представник фракції «Наша Україна»;
21. Семигинівська Любов Володимирівна — уповноважений представник фракції Всеукраїнського об"єднання «Свобода»;
22. Данилець Андрій Зеновійович — уповноважений представник групи «За свободу слова»;
23. Овсянецька Любов Володимирівна — уповноважений представник групи «За щасливе дитинство і здорове материнство».
24. Калинець Наталія Ігорівна — уповноважений представник депутатської групи «Ходорівщина».
25. Кіт Зеновій Богданович — уповноважений представник депутатської групи «Інвестиції та розвиток території».
26. Снігура Орислава Миколаївна — уповноважений представник депутатської групи «За відродження національної культури».
27. Михайленко Ігор Миколайович — уповноважений представник депутатської групи «Освітяни Жидачівщини»